# Iglesia de San Juan (Vilna)
La iglesia de San Juan Bautista y San Juan Apóstol y Evangelista (en lituano: Vilniaus Šv. Jono Krikštytojo ir Šv. Jono apaštalo ir evangelisto bažnyčia, Šv. Jonų Bažnyčia) es un edificio religioso católico que se localiza en Vilna, Lituania, consagrado tanto a San Juan Bautista como a San Juan Evangelista. La iglesia forma parte del centro histórico de Vilna, Patrimonio de la Humanidad por la Unesco.
La iglesia domina el complejo de la Universidad de Vilna y desde los tiempos de la academia jesuita, aquí solían rezar profesores y estudiantes, y los teólogos de Vilna daban sermones. 

## Historia
La iglesia fue construida entre 1388 y 1426 durante el reinado de Vladislao II, en el lugar de un antiguo templo pagano. El templo fue confiado a los jesuitas polacos en 1571 por el rey Segismundo II Augusto, quienes lo transformaron completamente al estilo renacentista y la torre, que está separada de la iglesia, fue construida en el siglo XVI. Entre 1566 y 1571 el famoso pastor Pedro Ruiz de Moros ejerció en esta iglesia. La iglesia da la bienvenida solemne al rey Esteban I Báthory, al rey Segismundo III de Polonia, al rey Ladislao IV y a su hermano el rey Juan II Casimiro, todos ellos soberanos electos de la Mancomunidad polaco-lituana.
Tras el incendio de 1737, entre 1738 y 1748 el arquitecto Johann Christoph Glaubitz reconstruyó por completo la iglesia en estilo barroco tardío. Durante la reconstrucción de 1827-28, el arquitecto Karol Podczaszyński destruyó la mayor parte del suntuoso interior barroco: casi 3000 carros con fragmentos de altares, esculturas y estucos fueron llevados a un vertedero; las capillas fueron las que sufrieron menos daños. 
En la época soviética, la iglesia fue cerrada y sufrió graves daños. Durante la ocupación alemana en la Segunda Guera Mundial, el reverendo Alfonsas Lipniūnas, que más tarde fue encarcelado por los nazis en el campo de concentración de Stutthof y asesinado, pronunció sermones rebeldes en la iglesia. En 1979 se fundó aquí un museo universitario. 
En 1991 la iglesia fue devuelta a sus feligreses y en su visita a Lituania en 1993, el Papa Juan Pablo II celebró aquí un encuentro con intelectuales.

## Arquitectura
El diseño refleja su estructura gótica original. Es una iglesia de salón de 28 x 69 metros con tres naves y siete capillas asimétricas. La torre, que consta de 5 porciones que disminuyen gradualmente, es el edificio más alto del casco antiguo de Vilna (69 m). 
El foco central del interior de la iglesia es una composición de 10 altares en el presbiterio, única en Lituania y los países bálticos (antes del trabajo de demolición de Podczaszynski había hasta 22 altares en el presbiterio y las naves). Los altares están colocados en un semicírculo, en planos y niveles variables, y la luz los ilumina a través de las ventanas góticas del presbiterio. Están abundantemente decorados con pinturas y esculturas. El órgano de la iglesia de San Juan era el más famoso de Lituania, pero en la época soviética fue destruido y posteriormente fue sustituido por una restauración. En la nave central, junto a los pilares, hay 18 esculturas, 12 de las cuales representan a varios santos que llevan el nombre de San Juan. Todos los frescos de la iglesia datan del siglo XVIII y fueron descubiertos y restaurados en los años 70. 
En la iglesia hay muchos monumentos conmemorativos: a Konstantinas Sirvydas (escultura de Juozas Kėdainis, 1979), Adam Mickiewicz (escultura de Piotr Stryjenski y Marceli Gujski, 1899), Simonas Daukantas (escultura de Gediminas Jokūbonis, 1979) y otros.

## Galería

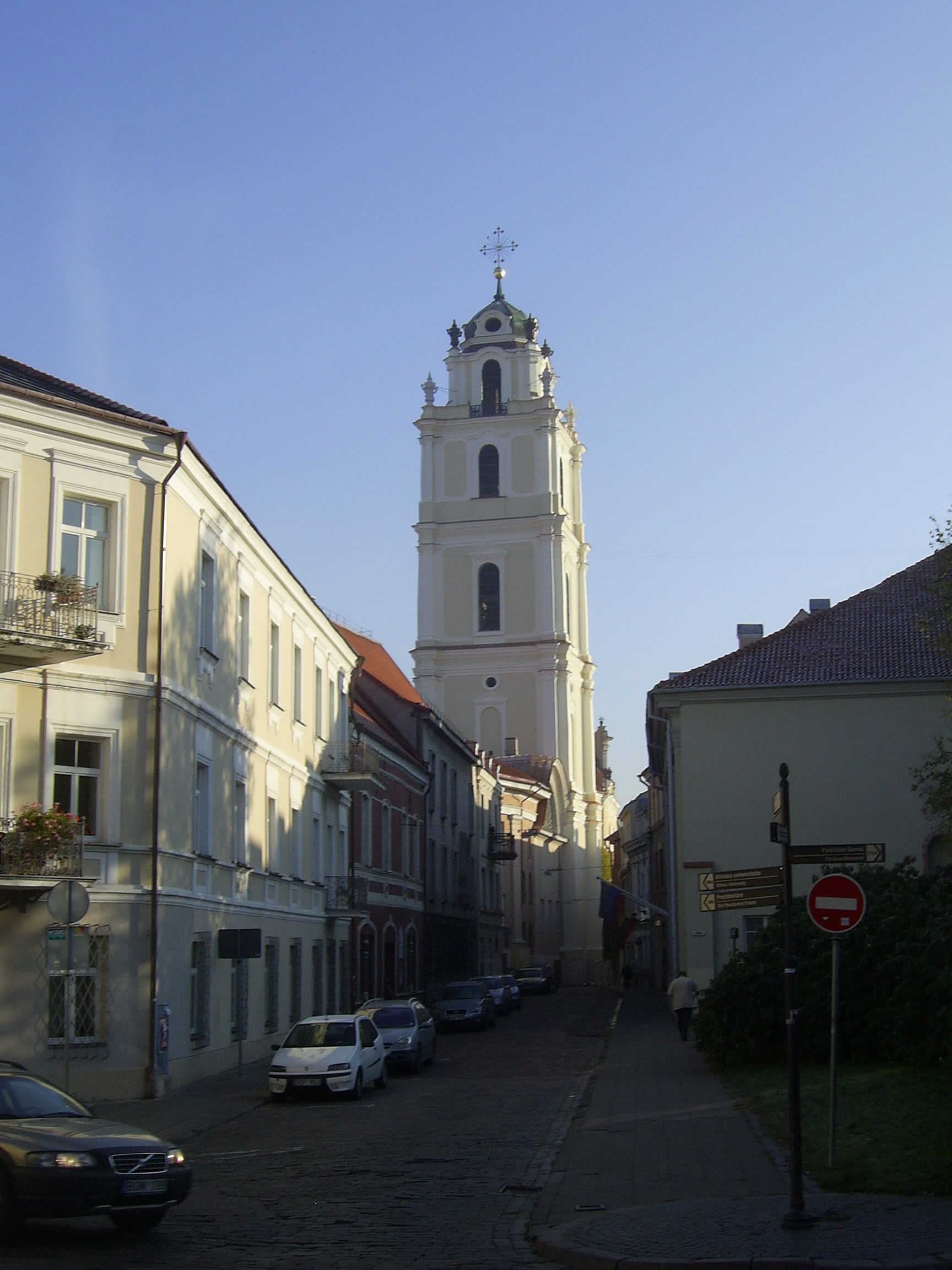
Campanario
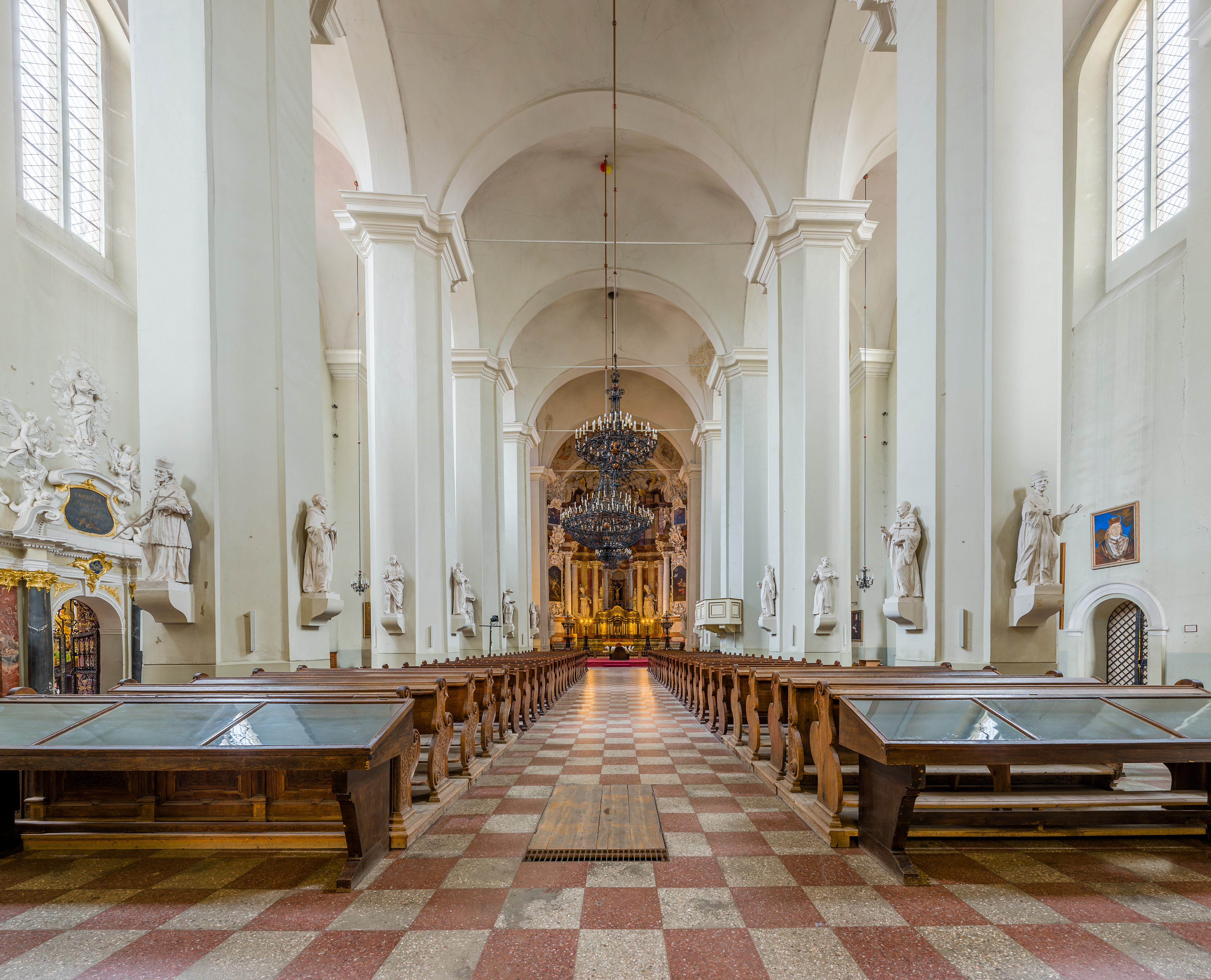
Interior
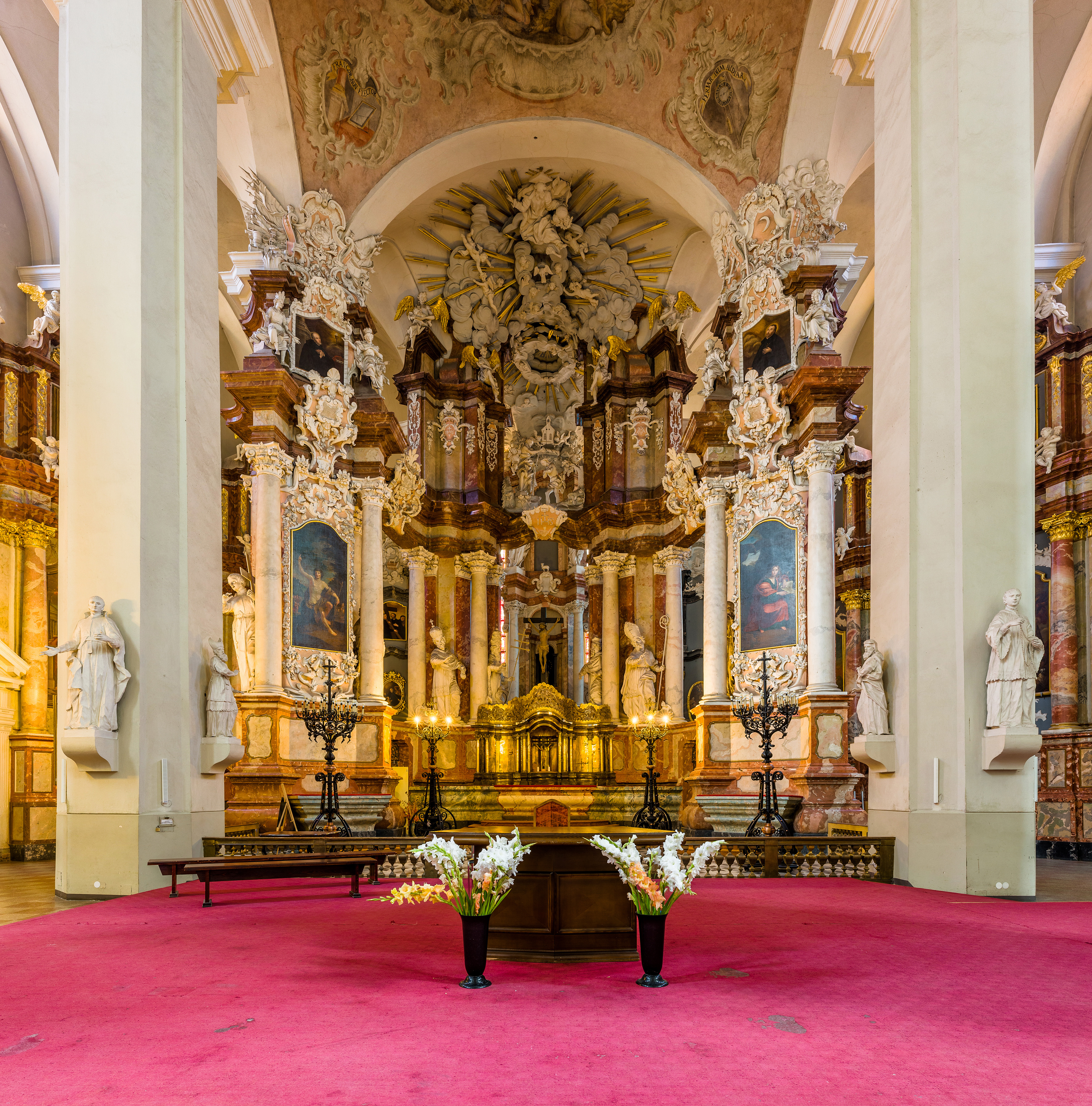
Altar mayor
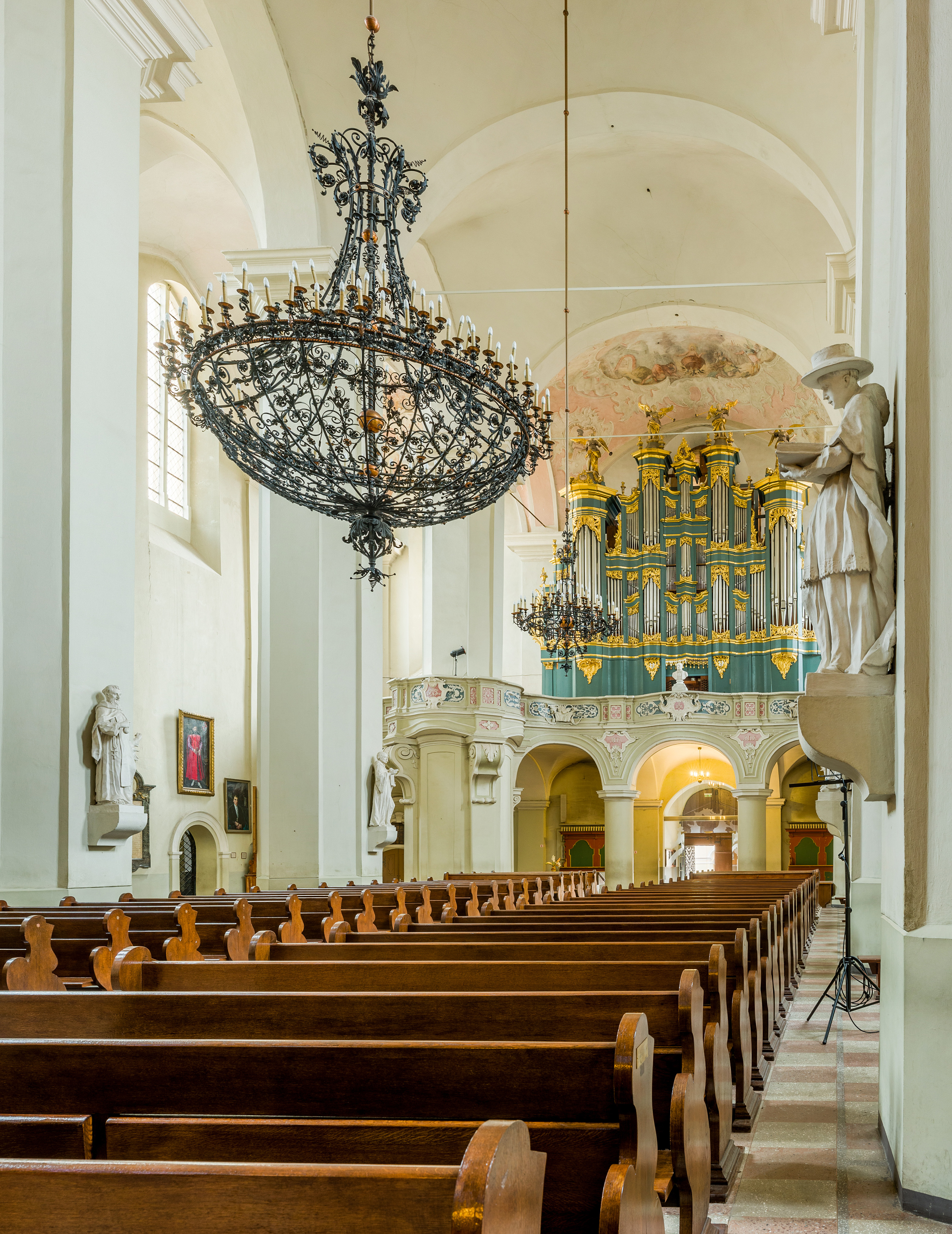
Órgano